# Daniel Ridgway Knight
Daniel Ridgway Knight (Chambersburg, 15 marzo 1839 – Parigi, 9 marzo 1924) è stato un pittore statunitense paesaggista, di orientamento naturalista.

## Biografia

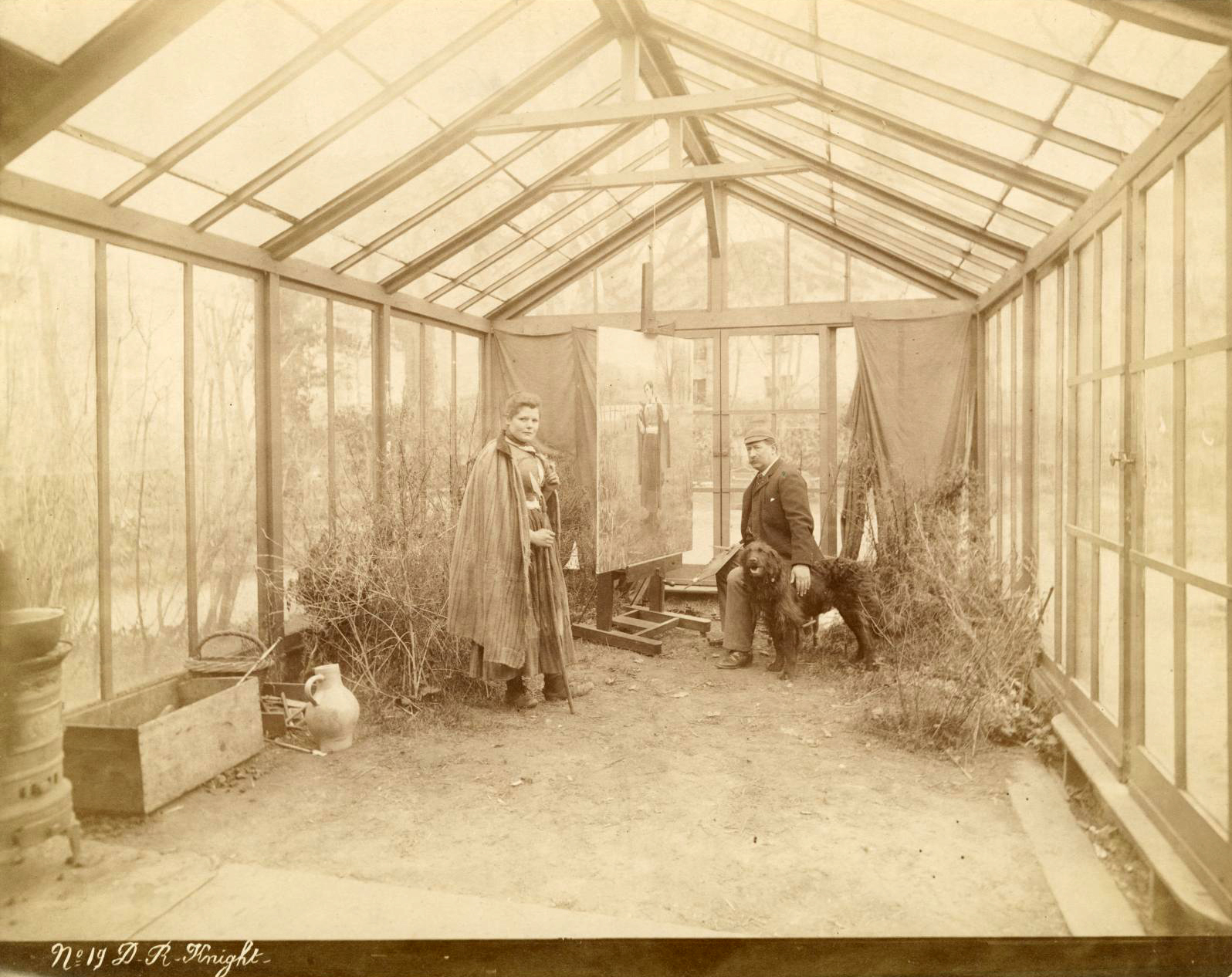
Knight nel suo atelier parigino

Daniel Knight nacque in una cittadina della Pennsylvania da una famiglia benestante della buona borghesia americana di provincia, figlio di Robert Tower Knight e Anna Shyrock. Poiché già da ragazzo aveva manifestato una particolare inclinazione per l'arte, all'età 22 anni si recò a Parigi per studiare pittura. Si iscrisse all'École des beaux-arts ed ebbe come insegnante Alexandre Cabanel, per poi frequentare l'atelier di Charles Gleyre e in seguito quello di Jean-Louis-Ernest Meissonier.
Rientrò negli Stati Uniti nel 1863, dove fu arruolato nell'esercito, ma non smise mai di esercitarsi nella pittura, realizzando ritratti e studiando i vari tipi di espressione. Nel 1872 tornò in Francia, dove aveva deciso di risiedere, nella casa e nel suo atelier che aveva comprato a Poissy. Fu in quel primo periodo di vita in Francia da pittore professionista che Knight fece la conoscenza di Auguste Renoir e di Alfred Sisley. Due anni dopo (1874) si recò a Barbizon e rimase fortemente impressionato dai lavori di Jean-François Millet. Entrò in contatto con l'autore ma ebbe un lieve ripensamento: le opere di Millet gli apparvero sin troppo "idealizzate", ed egli preferì ritrarre il paesaggio inserendovi sempre delle figure umane colte nei buoni momenti tipici del loro vivere quotidiano: contadine immerse nella natura o indaffarate negli impegni e negli episodi casalinghi. In questa scelta Knight si rivela un pittore naturalista.

A partire dal 1883 dipinse anche delle vedute del giardino della sua residenza di Rolleboise, a ovest di Parigi.
In occasione dell'Expo di Parigi del 1889, gli furono conferite la Medaglia d'argento e la croce di Cavaliere della Légion d'honneur: in seguito, fu promosso Ufficiale della "Légion d'honneur" nel 1909. Knight fu insignito anche del titolo di Cavaliere dell'"Ordine Reale di San Michele"  a Monaco di Baviera, nel 1893. Nello stesso anno ricevette anche la Medaglia d'oro dell'"Accademia di belle arti" della Pennsylvania, nella città di Filadelfia.
Daniel Knight si spense a Parigi nel marzo del 1924, all'età di 85 anni. Anche suo figlio Aston Knight fu un pittore di paesaggi.

## Opere scelte

### Incisioni
- 1888 - L'inventore
- 1888 - Ottobre

### Quadri a olio su tela
- 1866 - Sognare, Berkshire Museum
- 1867 - L'incendio di Chambersburg, Washington County Museum of Fine Arts - Maryland
- 1881 - Paesaggio con tre donne, Collez. privata
- 1882 - Lutto, Collez. privata
- 1887 - La piccola giardiniera
- 1888 - Chiamando il battelliere, Pennsylvania Academy of Fine Arts
- 1888 - Giorno di pesca, New Britain Museum of American Art, New Britain, Connecticut
- 1890 - Ragazza presso un ruscello, Minneapolis Institute of Art
- 1892 - Il primo dispiacere, Brigham Young University Museum of Arts
- 1894 - Un momento di pausa, Collez. privata
- 1895 - Il taglio dell'erba
- 1895 - Maria su un terrazzo a Rolleboise
- 1895 - Il taglio delle rose
- 1895 - Maria con un fascio d'erba
- 1895 - La piccola colomba
- 1895 - Maggio

- 1896 - La pastora di Rollebois, Brooklyn Museum
- 1897 - Pettegolezzi
- 1898 - L'incontro
- 1898 - Crisantemi
- 1898 - Ragazza che coglie papaveri
- 1898 - In giardino
- 1898 - Le lavandaie al fiume
- 1898 - Le rose
- 1900 - Giulia coglie le rose
- 1900 - I giorni del raccolto
- 1907 - Maddalena in un campo di grano
- 1907 - L'orfanella
- 1909 - Giulia sulla terrazza
- 1912 - Annaffiando il giardino
- N.D. - Una domestica in giardino
- N.D. - Il caffè in giardino, Collez. privata
- N.D. - Due donne pescano nel fiume, Collez. privata
- N.D. - Fiori di primavera
- N.D. - Ragazza presso un ruscello
- N.D. - Momento di riposo
- N.D. - Jeanne sulla terrazza, Collez. privata

## Galeria d'immagini

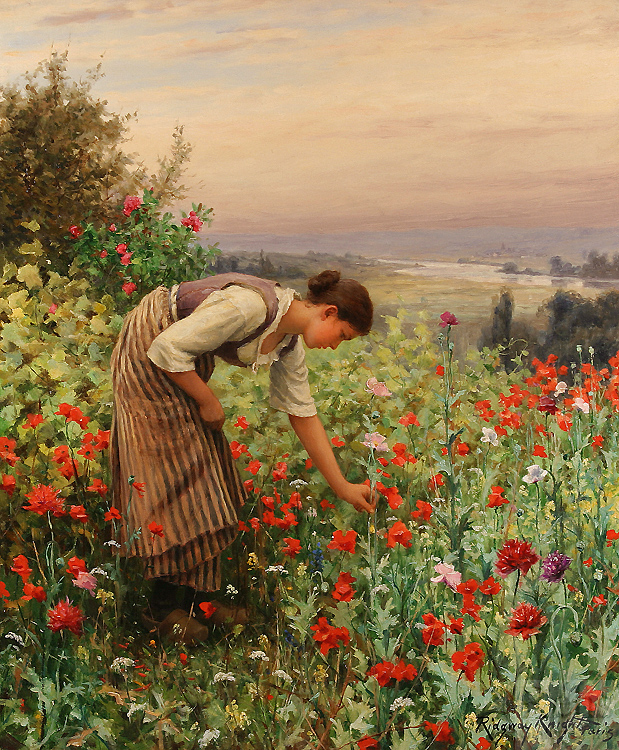
Ragazza che coglie papaveri
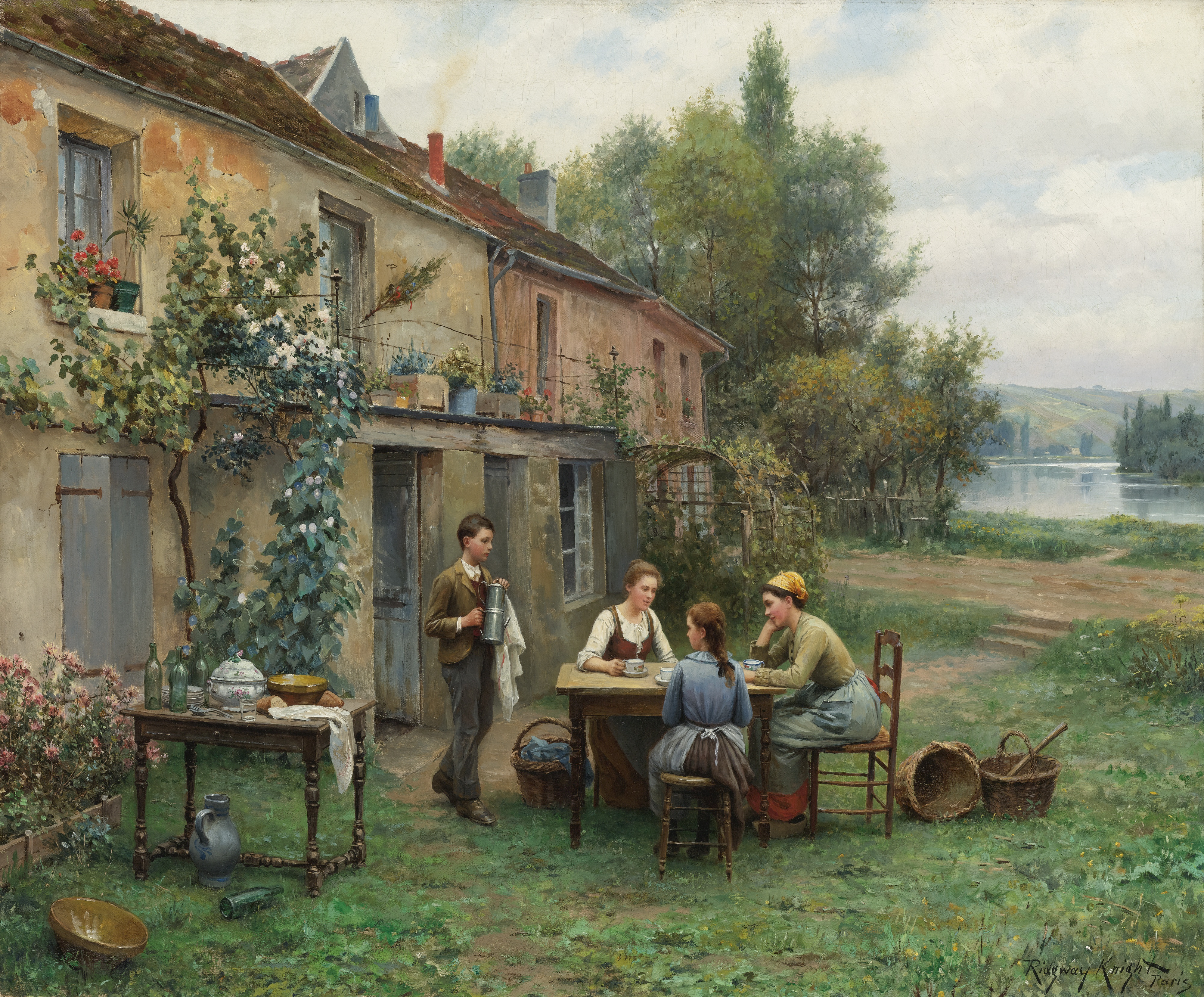
Il caffè in giardino
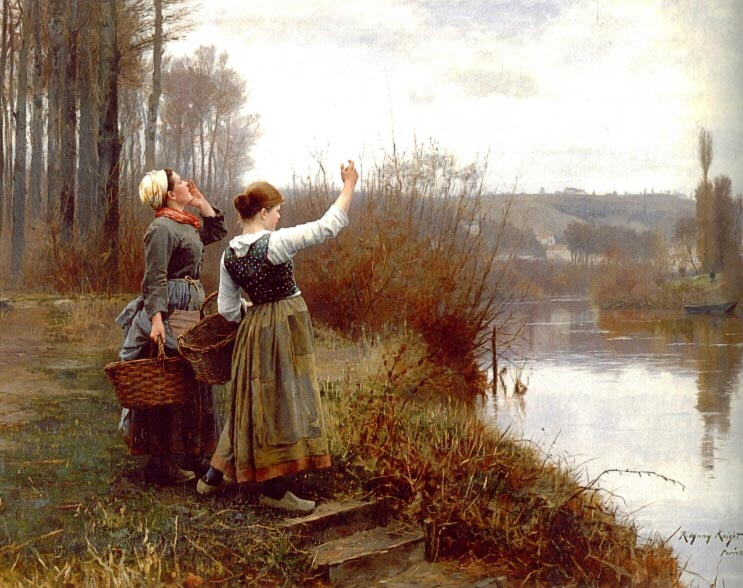
Chiamando il battelliere
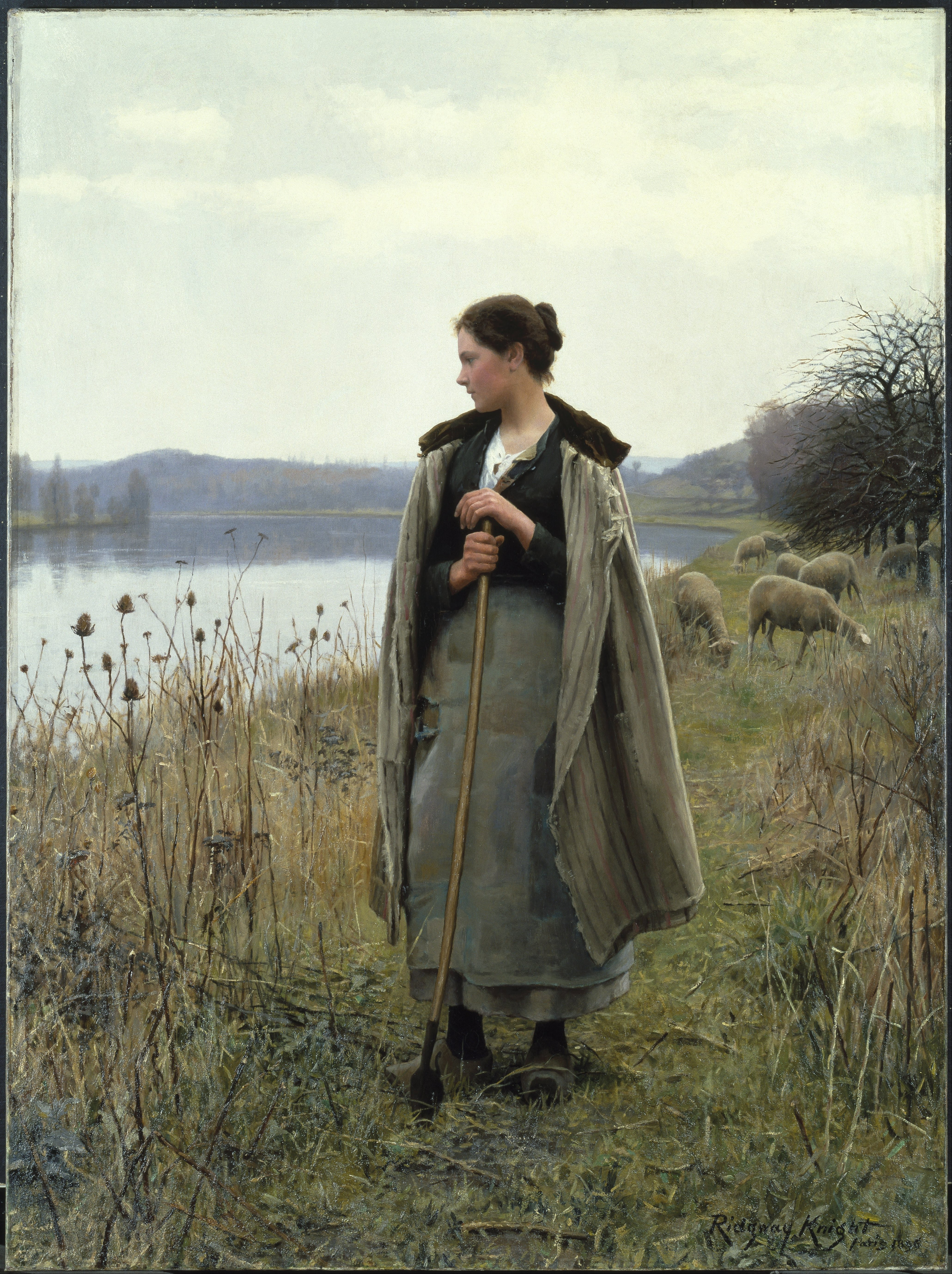
La pastora di Rolleboise